# الإقالة
الإقالة في اللغة: الرفع والإزالة، يقال: أقال الله عثرته إذا رفعه من سقوطه، وفي الاصطلاح هي رفع العقد وإلغاء حكمه بتراضي الطرفين.
- سميت الإقالة بذلك لأنها رفع للعقد وإزالة له ولآثاره، والاستقالة هي طلب الإقالة.

حكمها : مباح سواء كانت من البائع أم من المشتري أو جائز في البيع.
الدليل: قول النبي صلى الله عليه وسلم (( من أقال مسلماً أقال الله عثرته يوم القيامة)) رواه أبو داود وابن ماجه وصححه ابن دقيق العيد .
والمعنى أزال الله عنه يوم القيامة من الخطر والأحوال جزاء فعله واقالته لتلك البيعة
و أيضا للبيع أنه قال الرسول (صلى الله عليه و سلم):من أقال نادما بيعته أقال الله عثرته يوم القيامة: رواه ابن حبان و الحاكم
"شرط صحة الإقالة": رضى كل من الطرفين بالإقالة.